# Duo ming jin
Duo ming jin é um filme de drama hong-konguês de 2011 dirigido e escrito por Johnnie To. Foi selecionado como representante de Hong Kong à edição do Oscar 2012, organizada pela Academia de Artes e Ciências Cinematográficas.

## Elenco
- Lau Ching-wan - Panther (三腳豹)
- Richie Jen - Cheung Ching-fong (張正方)
- Denise Ho - Teresa Chan
- Myolie Wu - Connie
- Lo Hoi-pang - Chung Yuen (鍾原)
- So Hang-suen - Cheng Siu-kuen (鄭小娟)
- Philip Keung - Dragon (凸眼龍)
- Cheung Siu-fai - Ng Yiu-wah (吳耀華)
- Felix Wong - Sam (火爆森)